# 전면 카메라

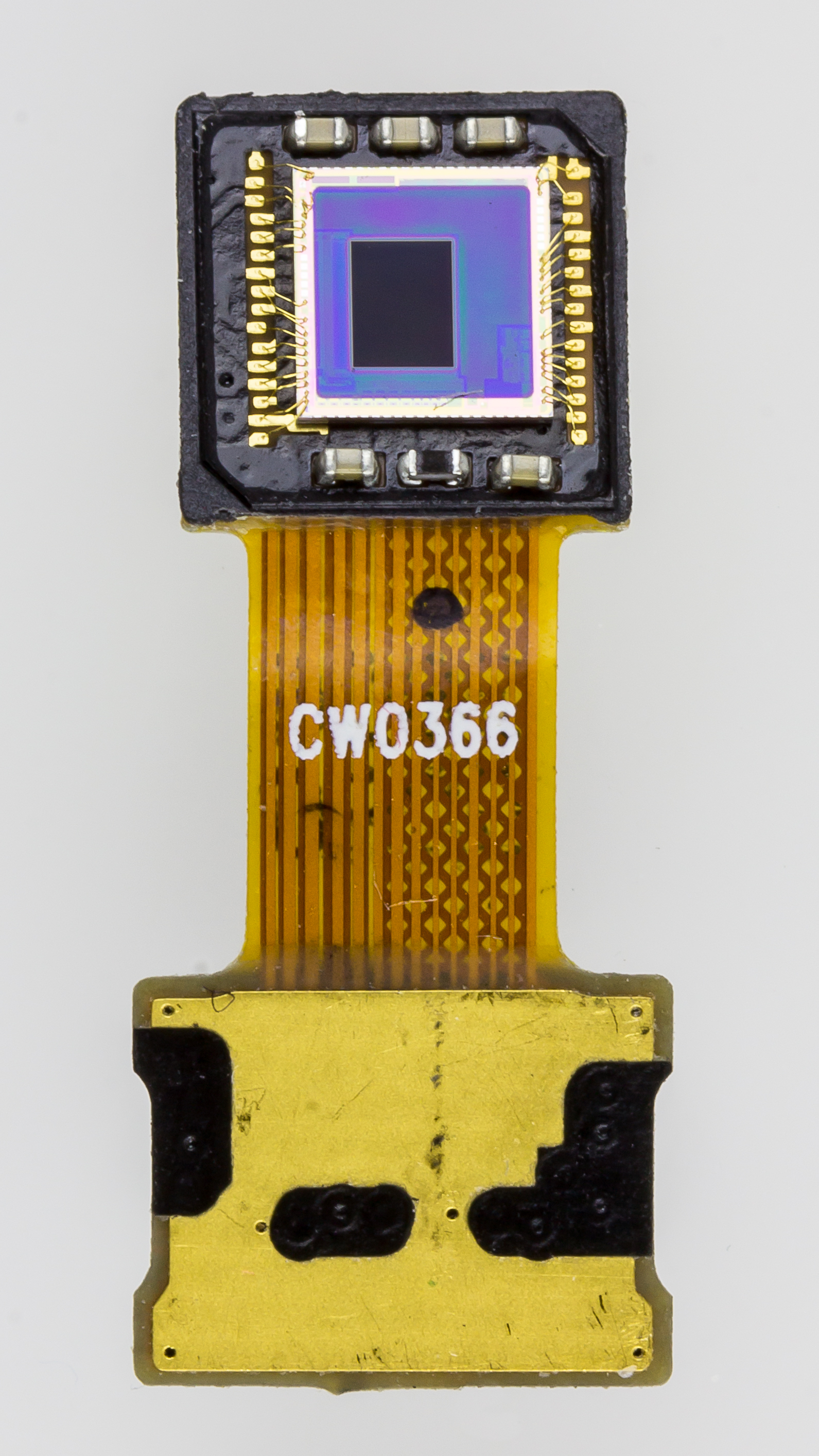
LG 옵티머스 L7 II의 단자의 전면 카메라

전면 카메라(front-facing camera)는 사진기, 휴대 전화, 스마트폰, 태블릿의 공통 기능이다. 일반적으로 사진기들이 앞쪽으로 사진을 찍을 수 있게 전면에 자신들만의 전면 카메라가 위치해있는 반면, 태블릿, 스마트폰, 그리고 비슷한 휴대기기들은 후면에 전면 카메라가 위치해 있어서 장치의 디스플레이에 셀프카메라 사진 촬영 및 영상 촬영을 허용함으로써 보통 영상의 라이브 프리뷰를 보여주게 된다. 그러므로 전면 카메라는 화상 통화 및 셀프카메라 촬영 시 중요한 개발품이라 할 수 있다.

## 역사
2003년 말에 출시된 여러 휴대 전화들은 전면 카메라를 도입하였는데, 이를테면 소니 에릭슨 Z1010, 모토로라 A835가 포함된다.  전면 카메라는 원래 화상회의를 위해 고안되었다.